# Follow the Nightingale
「Follow the Nightingale」（フォロー・ザ・ナイチンゲール）は、KOKIAの17枚目のシングル。2007年11月21日にJVCエンタテインメントから発売された。

## 概要
2006年1月1日リリースのシングル「愛のメロディー/調和 oto 〜with reflection〜」以来（シングルカットの「ありがとう…」と一般流通でない「私にできること」は除く）約1年10ヶ月半振りとなる新作。表題曲「Follow the Nightingale」は4枚目のシングル「tomoni」を髣髴させるような多重コーラスによるボーカルワークで構成されている。

## 収録曲
（全作詞・作曲：KOKIA、編曲：澤近秦輔）
1. Follow the Nightingale [4:36]
  - ニンテンドーDS用ソフト『テイルズ オブ イノセンス』オープニングテーマ
2. say goodbye & good day [6:06]
  - NAMCOニンテンドーDS用ゲーム『テイルズ オブ イノセンス』エンディングテーマ
3. Follow the Nightingale（オリジナルカラオケ）
4. say goodbye & good day（オリジナルカラオケ）

## 収録アルバム
| 曲名                   | 収録アルバム  | 発売日        | 備考                  |
| ---------------------- | ------------- | ------------- | --------------------- |
| Follow the Nightingale | 『The VOICE』 | 2008年2月20日 | 6thオリジナルアルバム |